# Ethereum PoW
Az Ethereum PoW az Ethereum blokklánc 2015 és 2022 közötti, proof-of-work (PoW) konszenzusmechanizmust alkalmazó időszakára és bányászati ökoszisztémájára használt gyűjtőnév. A hálózat 2022. szeptember 15-én, a The Merge során állt át proof-of-stake (PoS) rendszerre, ezzel a PoW-alapú bányászat megszűnt az Ethereum főhálózatán.

## Történet
Az Ethereum 2015. július 30-án indult PoW-alapú főhálózattal. 2016-ban a DAO incidens nyomán kettévált a lánc: az eredeti lánc Ethereum Classic (ETC) néven fut tovább PoW-val, míg az „új” lánc tartotta meg az Ethereum nevet.
A PoS-ra váltást éveken át készítették elő; a „The Merge” esemény 2022. szeptember 15-én kapcsolta össze a régi végrehajtási réteget a PoS-alapú Beacon Chain ellenőrzési réteggel, lezárva a PoW korszakot.

## Konszenzus és bányászat
A PoW időszakban az Ethereum az Ethash (Dagger-Hashimoto) algoritmust használta, amely nagy memóriasávszélességet igénylő DAG-ot alkalmazott a ASIC-ellenállás fokozására és a GPU-bányászat életképességének fenntartására.
A hálózati paramétereket a ~12–15 másodperces célblokkidő körül tartotta a dinamikus nehézségszabályozás; a blokk-jutalom a PoW korszak végén 2 ETH volt blokkonként, a tranzakciós díjakkal együtt.

### Nehézségi bomba
Az Ethereum fejlesztési ütemtervének része volt az úgynevezett nehézségi bomba (difficulty bomb), amely időszakosan mesterségesen növelte a bányászati nehézséget az átállások ösztönzésére és a frissítések kikényszerítésére. A bomba több alkalommal halasztásra került, végül a Merge-ig tartó szakaszban is napirenden volt.

## A The Merge és a PoW megszűnése
A The Merge után a bányászat helyét a validátorok által végzett staking vette át, így a főhálózaton megszűnt az ETH bányászata. Az egyik legnagyobb bányászpool, az Ethermine bejelentette a PoW bányászati szolgáltatásainak leállítását, majd ténylegesen beszüntette az ETH-bányászatot a Merge pillanatában.

## Hatások
A váltás alapvetően átrendezte a bányászati ökoszisztémát: a hashrátát részben ETC és más PoW láncok vették át, sok bányász pedig alternatív tevékenységeket, illetve más algoritmusokat keresett.
Piaci szempontból a Merge rövid távú árfolyam-hatásai vegyesek voltak, miközben az ellátási dinamika és az energiaigény hosszabb távú változásai kerültek előtérbe.

## Utóélet és forkok
A PoW megszűnése után megjelentek különféle kezdeményezések a PoW-modell fenntartására önálló hálózatokon (pl. EthereumPoW, ETHW), míg az Ethereum Classic – az eredeti 2016-os lánc – továbbra is PoW-on működik és fogadta a felszabaduló hashráta egy részét.

## Lásd még
- Ethereum
- Ethereum Classic
- Ethash
- Proof-of-work
- Proof-of-stake